# Xysmalobium ligulatum
Xysmalobium ligulatum là một loài thực vật có hoa trong họ La bố ma. Loài này được (E. Mey.) D. Dietr. miêu tả khoa học đầu tiên năm 1840.